# Luca Coscioni

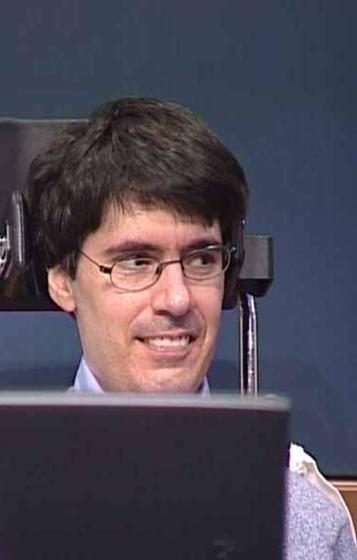
Luca Coscioni

Luca Coscioni (ital. Ausspracheⓘ) (* 16. Juli 1967 in Orvieto; † 20. Februar 2006 ebenda) war ein italienischer Politiker der Radicali Italiani, der für die Freiheit auf dem Gebiet der genetischen Forschung eintrat. Er war Gründer der Associazione Luca Coscioni, deren Präsident er von 2001 bis 2006 war. Sein politisches Engagement war geprägt durch die Krankheit Amyotrophe Lateralsklerose, an der er schließlich starb.

## Leben
Coscioni studierte Wirtschaftswissenschaften und war Dozent für Umweltökonomie an der Universität Viterbo. Er interessierte sich auch für Politik und wurde in das Gemeindeparlament seiner Heimatstadt Orvieto gewählt. Nachdem er im Jahre 1995 während der Vorbereitung zur Teilnahme am New-York-City-Marathon an Amyotropher Lateralsklerose erkrankt war, gab er seine öffentlichen Ämter auf, kehrte aber nach vier Jahren in die Politik zurück. Er kandidierte auf den Listen des ultraliberalen Radicali Italiani bei Kommunal- und Regionalwahlen. Im Jahre 2000 wurde Coscioni in den Koordinationsrat der Partei gewählt und wurde 2001 deren Vorsitzender. Ab diesem Jahr war er auf einen Sprachsynthesizer angewiesen, um sich verständlich zu machen. Er trat als Spitzenkandidat der Lista Bonino bei den italienischen Parlamentswahlen an. Nachdem die Wahl ins Parlament nicht gelungen war, gründete er 2002 die für die Freiheit der wissenschaftlichen Forschung eintretende Organisation Associazione Luca Coscioni. Sie war im Jahr 2004 maßgeblich an dem später gescheiterten Referendum gegen das italienische Gesetz Nr. 40 beteiligt, das die Forschung im Bereich der Stammzellen einschränkt.
Coscionis Anliegen war, geprägt durch seine Krankheit, vor allem die Freiheit der Forschung, besonders auf den Gebieten therapeutisches Klonen und Gentherapie. In Italien wurde dadurch eine Diskussion über diese Themen in Gang gesetzt, bei denen liberale Meinungen im schroffen Gegensatz zur Moral der katholischen Kirche stehen.